# Ferrovia Madrid-Barcellona
La ferrovia Madrid-Barcellona (in spagnolo Línea Madrid-Barcelona) è un'importante linea ferroviaria posta nel nord-est della Spagna. Servendo importanti città, quali Madrid, Saragozza, Reus e Barcellona.

## Storia
La ferrovia è stata inaugurata il 2 giugno 1859.
La linea fu elettrificata a tratte in corrente continua a 3000 V tra il 1956 e gli anni ottanta.

## Percorso
| Continuation backward |

|  | Unknown route-map component "ABZg+l" | Unknown route-map component "STR+r" |

|  | Straight track | Unknown route-map component "SHST-ES" |

|  | Straight track | Unknown route-map component "eHST" |

|  | Unknown route-map component "d" | Straight track | Unknown route-map component "ABZgl" | Unknown route-map component "dCONTfq" |

|  | Unknown route-map component "S+BHF-ES" | Straight track |

|  | Unknown route-map component "tSTRa" | Straight track |

|  | Unknown route-map component "tSBHF-ES" | Straight track |

|  | Unknown route-map component "tSHST-ES" | Straight track |

|  | Unknown route-map component "tS+BHF-ES" | Straight track |

|  | Unknown route-map component "tSTRe" | Straight track |

| Non-passenger head station | Straight track | Straight track |

| Straight track | Unknown route-map component "SHST-ES" | Straight track |

| Straight track | Unknown route-map component "SHST-ES" | Straight track |

| Junction both to and from left | Unknown route-map component "ABZg+r" | Straight track |

| Continuation forward | Straight track | Straight track |

|  | Unknown route-map component "SBHF-ES" | Straight track |

|  | Unknown route-map component "SHST-ES" | Straight track |

|  | Unknown route-map component "SBHF-ES" | Straight track |

|  | Straight track | Unknown route-map component "eHST" |

|  | Unknown route-map component "ABZgl" | Junction both to and from right |

|  | Unknown route-map component "SBHF-ES" | Straight track |

|  | Unknown route-map component "KRWg+l" | Unknown route-map component "KRWr" |

| Unknown route-map component "SHST-ES" |

| Unknown route-map component "hKRZWae" |

| Unknown route-map component "exCONTgq" | Unknown route-map component "eABZgr" |  |

| Unknown route-map component "SBHF-ES" |

| Unknown route-map component "SHST-ES" |

| Unknown route-map component "SHST-ES" |

| Unknown route-map component "S+BHF-ES" |

| Unknown route-map component "SHST-ES" |

| Unknown route-map component "SHST-ES" |

| Unknown route-map component "SHST-ES" |

| Non-passenger station/depot on track |

| Unknown route-map component "S+BHF-ES" |

| Unknown route-map component "eHST" |

| Stop on track |

| Unknown route-map component "eHST" |

| Stop on track |

| Unknown route-map component "hKRZWae" |

| Unknown route-map component "eHST" |

| Unknown route-map component "hKRZWae" |

| Unknown route-map component "hKRZWae" |

| Unknown route-map component "eHST" |

| Stop on track |

| Stop on track |

| Unknown route-map component "hKRZWae" |

| Unknown route-map component "hKRZWae" |

| Unknown route-map component "hKRZWae" |

| Station on track |

| Unknown route-map component "hKRZWae" |

| Stop on track |

| Stop on track |

| Unknown route-map component "hKRZWae" |

| Unknown route-map component "hKRZWae" |

| Unknown route-map component "hKRZWae" |

| Unknown route-map component "hKRZWae" |

| Unknown route-map component "hKRZWae" |

| Unknown route-map component "hKRZWae" |

| Unknown route-map component "eHST" |

| Unknown route-map component "hKRZWae" |

| Enter and exit short tunnel |

| Unknown route-map component "hKRZWae" |

| Unknown route-map component "hKRZWae" |

| Unknown route-map component "eDST" |

| Unknown route-map component "hKRZWae" |

| Unknown route-map component "hKRZWae" |

| Unknown route-map component "hKRZWae" |

| Enter and exit short tunnel |

| Unknown route-map component "hKRZWae" |

| Unknown route-map component "hKRZWae" |

| Unknown route-map component "hKRZWae" |

| Unknown route-map component "eHST" |

| Unknown route-map component "hKRZWae" |

| Unknown route-map component "hKRZWae" |

| Station on track |

| Unknown route-map component "hKRZWae" |

| Unknown route-map component "eHST" |

| Unknown route-map component "hKRZWae" |

|  | Unknown route-map component "eKRWgl" | Unknown route-map component "exKRW+r" |

|  | Unknown route-map component "hKRZWae" | Unknown route-map component "exhKRZWae" |

|  | Unknown route-map component "eHST" | Unknown route-map component "exHST" |

|  | Unknown route-map component "tSTRa" | Unknown route-map component "extSTRa" |

|  | Unknown route-map component "tSTRe" | Unknown route-map component "extSTRe" |

|  | Unknown route-map component "d" | Unknown route-map component "ABZgl" | Unknown route-map component "eABZqr" | Unknown route-map component "dCONTfq" |

| Stop on track |

| Stop on track |

| Enter and exit short tunnel |

| Enter and exit short tunnel |

| Unknown route-map component "eHST" |

| Enter and exit short tunnel |

| Station on track |

| Stop on track |

|  | Unknown route-map component "hKRZWae" | Unknown route-map component "WASSER+r" |

|  | Stop on track | Water |

|  | Unknown route-map component "hKRZWae" | Water straight and to right |

|  | Unknown route-map component "eABZg+l" | Unknown route-map component "exCONTfq" |

| Station on track |

| Stop on track |

| Stop on track |

| Enter and exit short tunnel |

| Unknown route-map component "hSTRae" |

| Enter and exit short tunnel |

| Unknown route-map component "eHST" |

| Enter and exit short tunnel |

| Enter and exit tunnel |

| Enter and exit tunnel |

| Unknown route-map component "hKRZWae" |

| Enter and exit tunnel |

| Unknown route-map component "hKRZWae" |

| Stop on track |

| Unknown route-map component "hKRZWae" |

| Stop on track |

| Unknown route-map component "hKRZWae" |

| Continuation backward | Straight track |  |

| Unknown route-map component "XBHF-L" | Unknown route-map component "XBHF-R" |  |

| Continuation forward | Straight track |  |

|  | Unknown route-map component "eABZgl" | Unknown route-map component "exCONTfq" |

| Enter and exit tunnel |

| Unknown route-map component "hKRZWae" |

| Enter and exit tunnel |

| Unknown route-map component "hKRZWae" |

| Enter and exit short tunnel |

| Unknown route-map component "hKRZWae" |

| Stop on track |

| Enter and exit short tunnel |

| Unknown route-map component "hKRZWae" |

| Enter and exit short tunnel |

| Unknown route-map component "hKRZWae" |

| Unknown route-map component "hKRZWae" |

| Enter and exit short tunnel |

| Unknown route-map component "hKRZWae" |

| Enter and exit tunnel |

| Unknown route-map component "hKRZWae" |

| Unknown route-map component "hKRZWae" |

| Stop on track |

| Stop on track |

| Stop on track |

| Unknown route-map component "hKRZWae" |

| Unknown route-map component "hKRZWae" |

| Stop on track |

| Unknown route-map component "CONTgq" | Unknown route-map component "KRZu" | Unknown route-map component "CONTfq" |

| Unknown route-map component "eHST" |

| Enter and exit tunnel |

| Unknown route-map component "hKRZWae" |

| Stop on track |

| Unknown route-map component "hKRZWae" |

| Enter and exit short tunnel |

| Unknown route-map component "hKRZWae" |

| Enter and exit tunnel |

| Unknown route-map component "hKRZWae" |

| Unknown route-map component "hKRZWae" |

| Stop on track |

| Unknown route-map component "hKRZWae" |

| Stop on track |

| Unknown route-map component "hSTRae" |

| Stop on track |

| Stop on track |

| Stop on track |

| Stop on track |

| Unknown route-map component "SHI4+rq" | Unknown route-map component "ABZg+r" |  |

| Unknown route-map component "dCONTgq" | Unknown route-map component "SHI4lq" + Unknown route-map component "kABZq2" | Unknown route-map component "KRZu+k3" | Unknown route-map component "CONTfq" | Unknown route-map component "d" |

|  | Unknown route-map component "kABZg+4" | Non-passenger head station |

|  | Unknown route-map component "KRWg+l" | Unknown route-map component "KRWr" |

| Stop on track |

|  | Unknown route-map component "KRWgl" | Unknown route-map component "KRW+r" |

|  | Unknown route-map component "d" | Straight track | Junction both to and from left | Unknown route-map component "dCONTfq" |

|  | Straight track | Stop on track |

|  | Unknown route-map component "hKRZWae" | Straight track |

|  | Unknown route-map component "eHST" | Straight track |

|  | Straight track | Unknown route-map component "eHST" |

|  | Unknown route-map component "SHST-ES" | Straight track |

|  | Unknown route-map component "KRWg+l" | Unknown route-map component "KRWr" |

| Unknown route-map component "SHST-ES" |

| Unknown route-map component "eDST" |

| Unknown route-map component "eHST" |

| Unknown route-map component "CONTgq" | Unknown route-map component "ABZg+r" |  |

| Unknown route-map component "S+BHF-ES" |

| Unknown route-map component "tSTRa" |

| Unknown route-map component "tSHST-ES" |

| Unknown route-map component "tSHST-ES" |

| Unknown route-map component "tSHST-ES" |

| Unknown route-map component "tSTRe" |

| Unknown route-map component "eHST" |

|  | Unknown route-map component "ABZgl" | Unknown route-map component "CONTfq" |

| Stop on track |

| Stop on track |

| Unknown route-map component "CONTgq" | Unknown route-map component "KRZu" | Unknown route-map component "CONTfq" |

| Stop on track |

| Stop on track |

| Unknown route-map component "eHST" |

| Unknown route-map component "eHST" |

| Stop on track |

| Stop on track |

| Station on track |

| Unknown route-map component "exKRW+l" | Unknown route-map component "eKRWgr" |  |

| Unknown route-map component "exSTRl" | Unknown route-map component "eKRZo" | Unknown route-map component "exSTR+r" |

| Unknown route-map component "exCONTgq" | Unknown route-map component "eABZg+r" | Unknown route-map component "exSTR" |

|  | Stop on track | Unknown route-map component "exSTR" |

| Unknown route-map component "exKRW+l" | Unknown route-map component "eKRWgr" | Unknown route-map component "exSTR" |

| Unknown route-map component "exTUNNEL2" | Enter and exit short tunnel | Unknown route-map component "exSTR" |

| Unknown route-map component "exdCONTgq" | Unknown route-map component "exKRZu" | Unknown route-map component "eKRZu" | Unknown route-map component "exSTRr" | Unknown route-map component "d" |

| Unknown route-map component "exSTRl" | Unknown route-map component "eKRZu" | Unknown route-map component "exCONTfq" |

| Stop on track |

| Stop on track |

| Station on track |

| Unknown route-map component "hKRZWae" |

| Unknown route-map component "hKRZWae" |

| Enter and exit tunnel |

| Stop on track |

| Stop on track |

| Unknown route-map component "hKRZWae" |

| Enter and exit tunnel |

| Unknown route-map component "hKRZWae" |

| Stop on track |

| Unknown route-map component "hKRZWae" |

| Enter and exit tunnel |

| Enter and exit tunnel |

| Enter and exit tunnel |

|  | Unknown route-map component "hKRZWae" | Unknown route-map component "WABZgr" |

|  | Unknown route-map component "d" | Unknown route-map component "eABZgl" | Unknown route-map component "exhKRZWaeq" | Unknown route-map component "exdCONTfq" |

| Stop on track |

| Enter and exit short tunnel |

| Enter and exit tunnel |

| Enter and exit tunnel |

| Station on track |

| Enter and exit short tunnel |

| Stop on track |

| Enter and exit short tunnel |

| Station on track |

| Unknown route-map component "hKRZWae" |

| Stop on track |

| Enter and exit tunnel |

| Enter and exit tunnel |

| Stop on track |

| Enter and exit short tunnel |

| Enter and exit tunnel |

| Enter and exit short tunnel |

| Unknown route-map component "hKRZWae" |

| Stop on track |

| Enter and exit tunnel |

| Stop on track |

| Stop on track |

| Enter and exit tunnel |

| Stop on track |

| Enter and exit short tunnel |

| Unknown route-map component "hSTRae" |

| Unknown route-map component "hSTRae" |

| Enter and exit tunnel |

| Stop on track |

| Station on track |

|  | Unknown route-map component "ABZg+l" | Unknown route-map component "STR+r" |

|  | Stop on track | Enter and exit tunnel |

|  | Unknown route-map component "eKRWgl" | Unknown route-map component "eKRWg+r" |

|  | Unknown route-map component "d" | Straight track | One way leftward | Unknown route-map component "dCONTfq" |

|  | Unknown route-map component "KRWgl" | Unknown route-map component "KRW+r" |

|  | Straight track | Straight track |

|  | Stop on track | Straight track |

|  | Straight track | Unknown route-map component "KDSTxe" |

| Continuation backward | Straight track | Unknown route-map component "exSTR" |

| Straight track | Unknown route-map component "eHST" | Unknown route-map component "exSTR" |

| Unknown route-map component "vENDEa-STR" | Unknown route-map component "v-STR" | Unknown route-map component "exv-STR" | Unknown route-map component "d" |

| Unknown route-map component "v-SHI2g+r" | Unknown route-map component "v-STR" | Unknown route-map component "exv-STR" | Unknown route-map component "d" |

| Unknown route-map component "KRWgl" | Unknown route-map component "KRWg+r" | Unknown route-map component "exSTR" |

| Straight track | Non-passenger station/depot on track | Unknown route-map component "exSTR" |

| Unknown route-map component "dWASSERq" | Unknown route-map component "hKRZWae" | Unknown route-map component "hKRZWae" | Unknown route-map component "exhKRZWae" | Unknown route-map component "d" |

| Unknown route-map component "KRWl" | Unknown route-map component "KRWg+r" | Unknown route-map component "exSTR" |

| Unknown route-map component "dENDEaq" | Transverse track | Unknown route-map component "ABZg+r" | Unknown route-map component "exSTR" | Unknown route-map component "d" |

| Unknown route-map component "dENDEaq" | Transverse track | Unknown route-map component "ABZgr" | Unknown route-map component "exSTR" | Unknown route-map component "d" |

|  | Station on track | Unknown route-map component "exSTR" |

|  | Stop on track | Unknown route-map component "exSTR" |

|  | Stop on track | Unknown route-map component "exSTR" |

|  | Enter and exit short tunnel | Unknown route-map component "exSTR" |

|  | Unknown route-map component "d" | Straight track | Unknown route-map component "xABZg+l" | Unknown route-map component "dCONTfq" |

|  | Straight track | Station on track |

|  | Unknown route-map component "KRWg+l" | Unknown route-map component "KRWr" |

| Station on track |

|  | Unknown route-map component "ABZgl" | Unknown route-map component "CONTfq" |

| Unknown route-map component "SBHF-ES" |

| Unknown route-map component "SHST-ES" |

| Unknown route-map component "SHST-ES" |

| Stop on track |

| Unknown route-map component "S+BHF-ES" |

| Enter and exit short tunnel |

| Enter and exit short tunnel |

| Enter and exit short tunnel |

| Unknown route-map component "SHST-ES" |

| Enter and exit tunnel |

| Unknown route-map component "eDST" |

| Enter and exit tunnel |

| Enter and exit tunnel |

| Unknown route-map component "SHST-ES" |

| Enter and exit tunnel |

| Unknown route-map component "SHST-ES" |

| Unknown route-map component "SHST-ES" |

| Unknown route-map component "SHST-ES" |

| Unknown route-map component "SHST-ES" |

| Unknown route-map component "STR+l" | Unknown route-map component "ABZg+r" |  |

| Unknown route-map component "KSBHF-ESe" | Straight track |  |

| Unknown route-map component "tSTRa" |

| Unknown route-map component "tSHST-ES" |

| Unknown route-map component "tSTRe" |

| Unknown route-map component "hKRZWae" |

| Unknown route-map component "KDSTaq" | Junction both to and from right |  |

| Unknown route-map component "SHST-ES" |

|  | Straight track | Continuation backward |

|  | Unknown route-map component "KRWg+l" | Unknown route-map component "KRWr" |

| Unknown route-map component "tSTRa" |

| Unknown route-map component "tS+BHF-ES" |

| Unknown route-map component "tSHST-ES" |

|  | Unknown route-map component "tABZgl+l" | Unknown route-map component "tCONTfq" |

| Unknown route-map component "tSTRe" |

| Unknown route-map component "KSBHF-ESe" |